# St. Joseph (Gardeja)
Die römisch-katholische Kirche St. Joseph (polnisch Kościół św. Józefa) in Gardeja (deutsch Garnsee) im heutigen Powiat Kwidzyński und früheren Kreis Marienwerder verfügt über einen Turm aus der Ordenszeit.

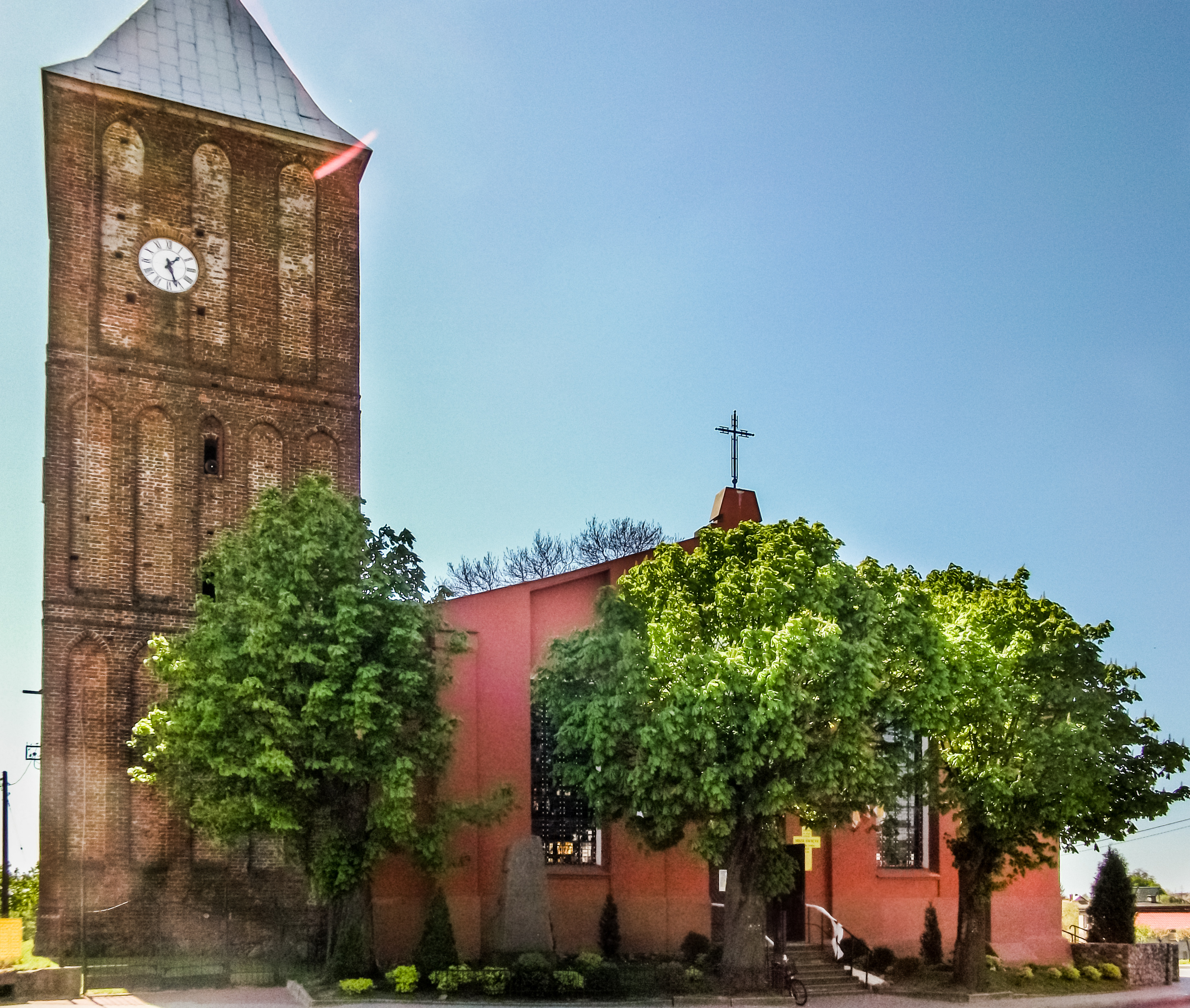

## Geschichte
Im Jahr 1285 erhielt Ritter Dietrich gen. Stange vom Domkapitel 1200 Hufen, auf dem später die Stadt Garnsee angelegt wurde. Die Handfeste ist 1334 erneuert, wobei die Pfarrei mit vier Hufen dotiert ist. Der Kirchturm wurde um das dritte Viertel des 14. Jahrhunderts errichtet. Infolge der Kriege zwischen dem Orden und Polen wurde die Stadt 1466 völlig verwüstet. Das alte Kirchenschiff wurde 1729–31 abgebrochen und ein Neubau errichtet. Von der mittelalterlichen Kirche steht nur noch der Turm. Bis 1945 war die Kirche evangelisch und gehörte zum Kirchenkreis Marienwerder, der innerhalb der Kirche der Altpreußischen Union unterschiedlichen Kirchenprovinzen zugeordnet war. Heute gehört die Kirche zum Bistum Elbląg.

## Bauwerk
Der dreigeschossige Turm steht auf vortretendem Sockel mit profilierter Überleitung. Die Geschosse in etwa gleich hoch und durch eingefasste Putzbänder getrennt. Die Gliederung gleichmäßig, aber mit leichten Varianten und Rhythmen, so dass ein gleichförmiger Eindruck vermieden wird. Das Erdgeschoss und das erste Obergeschoss haben jeweils fünf schmale Spitzbogenblenden auf jeder freien Seite. Die mittlere Blende immer leicht von den übrigen unterschieden. Auf der Südseite des ersten Obergeschosses befinden sich Rechteckblenden, das zweite Obergeschoss hat jeweils drei breite spitzbogige Blenden. Die kreuzgewölbte Sakristei befindet sich im Erdgeschoss des Turmes.